# 下元站 (广州市)
下元站位于中国广东省广州市黄埔区红山街道，为广深铁路的车站，于1972年启用。现时由中国铁路广州局集团广州车务段管辖，为二等站，不办理客运业务，货运仅办理专用线业务。

## 车站结构
下元站为二级三场站型。I场为通过场，办理列车通过和接发作业；II场为各专用铁路和专用线的到发场；III场为编发场。
车站的专用铁路和专用线连接广州集装箱码头、黄埔新港、东莞市海东石油、中铁二十五局、广州石化、和国储局广东局八三〇处；其承担广东省内各地电厂煤炭、加油站燃油、炼钢厂矿产等重要物资的运输供应任务，为广深铁路货运量最高的车站。

## 历史
下元站始建于1969年:44，1972年启用，随后至黄埔新港、广东省石油库、广州石油化工总厂等企业的专用线或铁路陆续与本站接轨:71-72。
1976年，铁道部第四勘察设计院完成编制《广州枢纽调整总平面》，本站列为广州铁路枢纽的最东端；此外1950年代末期编制的广州枢纽规划中，石牌站被列为辅助编组站，而该站地处五山高校区不宜发展，故本次规划将辅助编组站功能调整至下元站。1980年代广深铁路建设复线时，计划在车站东侧扩建为新编组站并建立新货场，但因资金紧张等原因未能实施，仅铺设了7条股道作预留；1990年代初广深铁路准高速改造时，本站再增设2条股道:936。
1997年，铁道部批复《广州铁路枢纽总图规划》，当中规划修建东北联络线，从本站引出:937。后广州市城市布局变化，东北联络线建设时序延后；2010年代建设的东北货车外绕线（现广石铁路）则改为从仙村、石滩两站引出。

## 图集

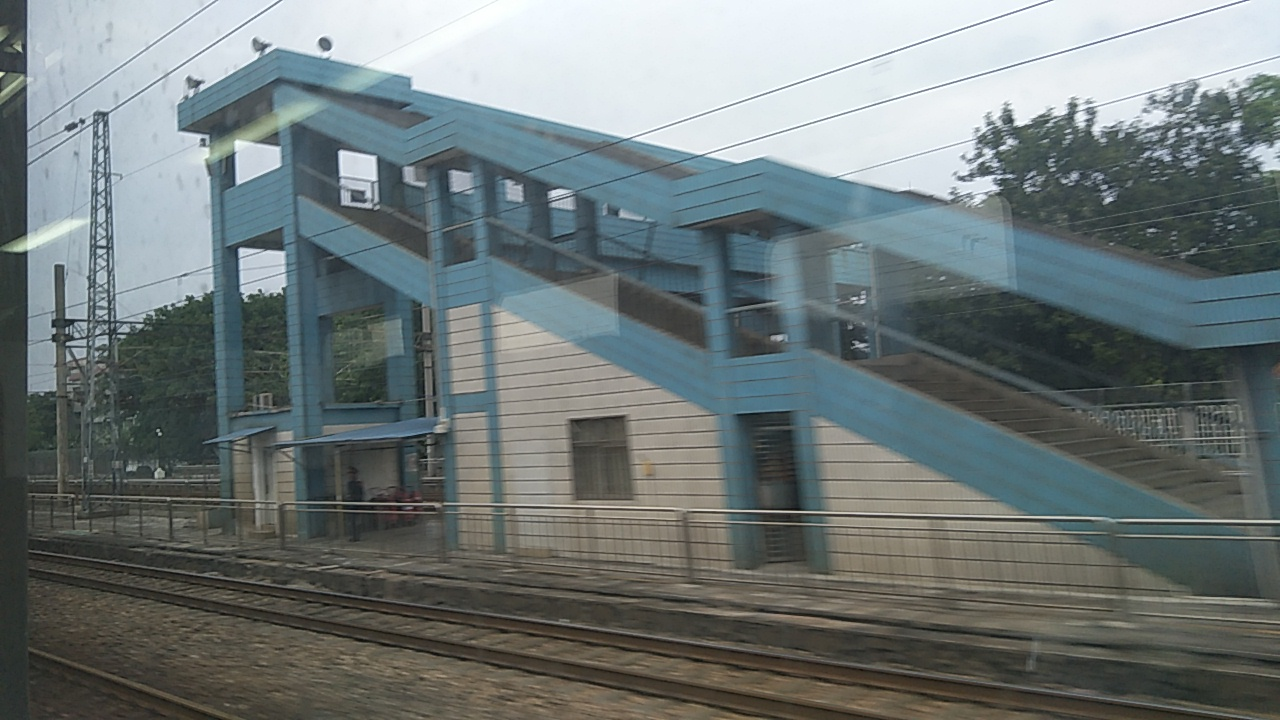
下元站月台天桥
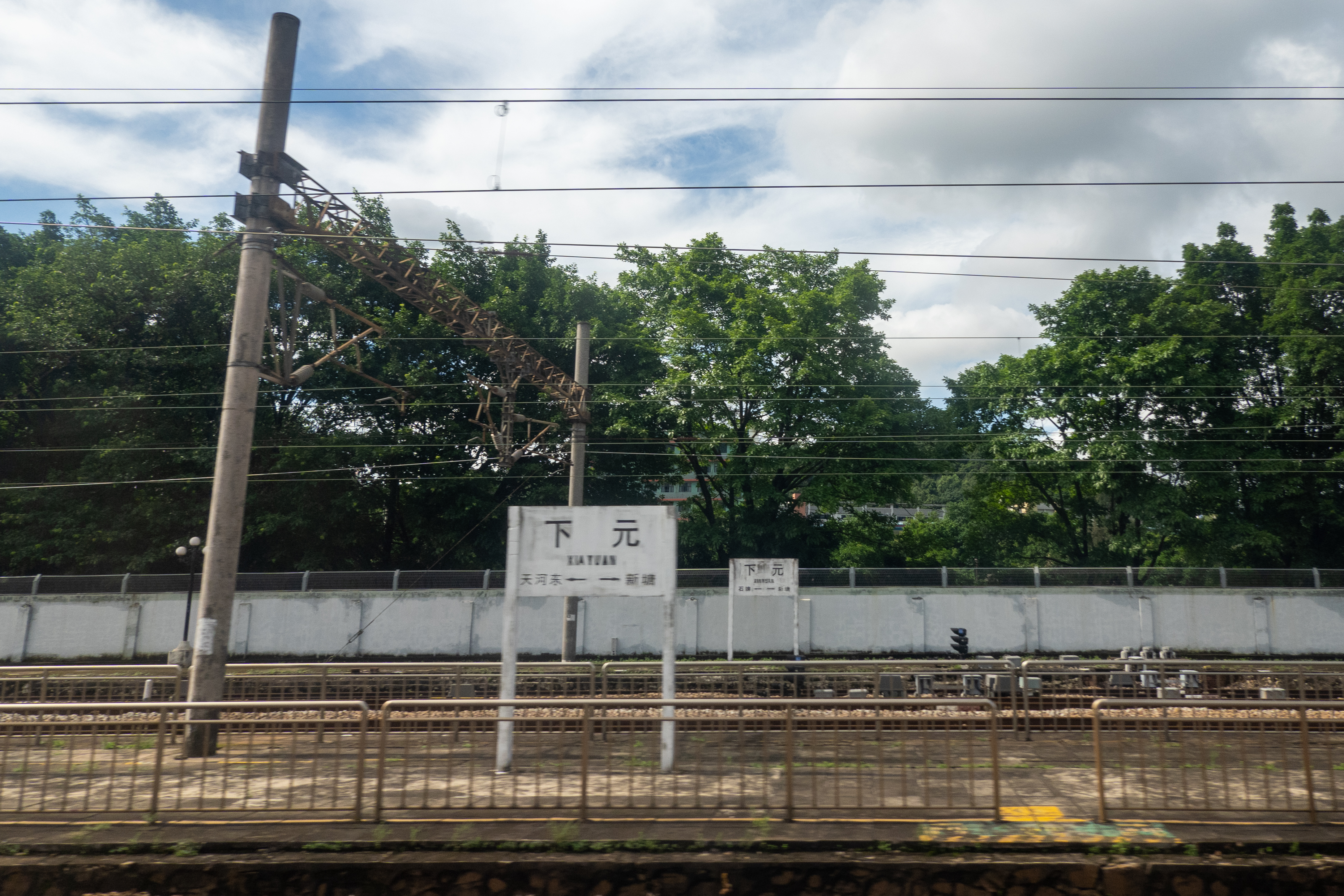
下元站内已闲置不用的低阶月台及站牌
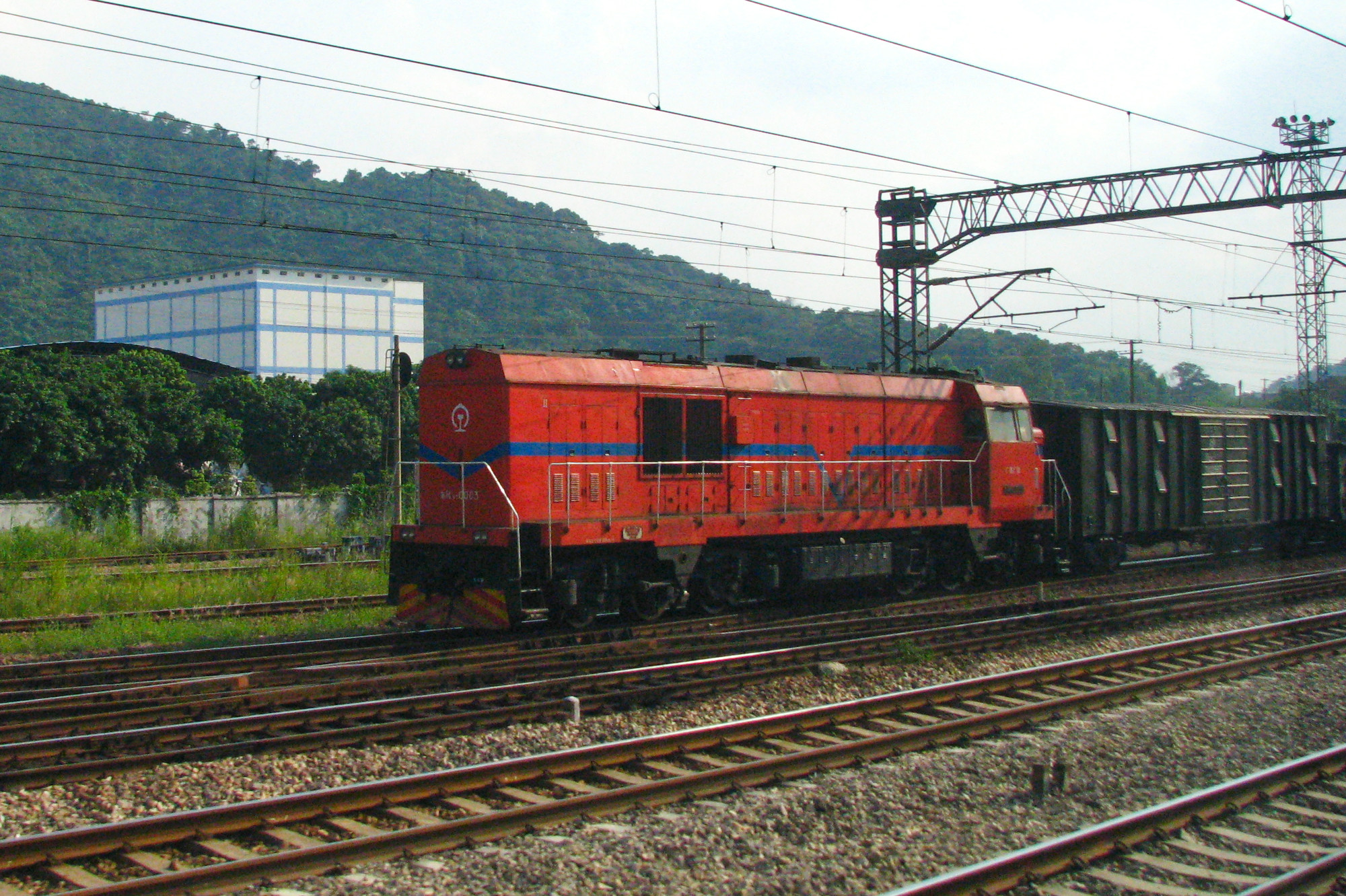
东风5D型0003号机车在下元站